# I Killed the Prom Queen
I Killed the Prom Queen – australijska grupa muzyczna wykonująca metalcore.
Zespół działał w latach od 2000 do 2008 roku, po czym został rozwiązany. W 2011 roku nastąpiła reaktywacja.

## Muzycy
Aktualni członkowie

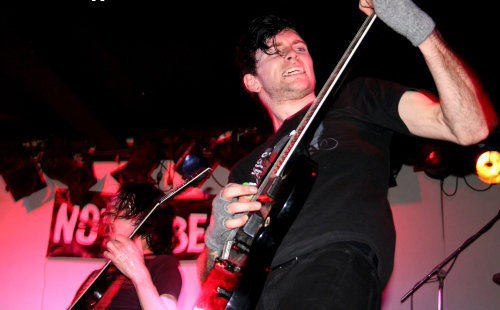
Gitarzyści grupy (2005)

- JJ Peters – perkusja (2000–2007, 2008, od 2011)
- Jona Weinhofen – gitara, śpiew dodatkowy, instrumenty klawiszowe (2000–2007, 2008, od 2011)
- Kevin Cameron – gitara (2002–2007, 2008, od 2011)
- Benjamin Coyte – gitara basowa (od 2013)
- Jamie Hope – śpiew (od 2011)

Byli członkowie
- Ben Engel – gitara basowa (2000–2002)
- Leaton Rose – gitara basowa (2002–2003)
- Simon O’Gorman – gitara (2000–2002)
- Lee Stacy – śpiew (2000–2002)
- Michael Crafter – śpiew (2001–2006, 2008)
- Ed Butcher – śpiew (2006–2007)
- Sean Kennedy – gitara basowa (2003–2007, 2008, 2011-2013, zmarł w 2021)[1][2]

## Dyskografia
Albumy studyjne
- When Goodbye Means Forever... (2003)
- Music for the Recently Deceased (2006)
- Beloved (2014)

Minialbumy EP
- Choose to Love, Live or Die (2002)
- Your Past Comes Back to Haunt You (2005)

Splity
- I Killed the Prom Queen / Parkway Drive: Split CD (2003)

Albumy koncertowe / DVD
- Sleepless Nights and City Lights (2008)

## Teledyski
- „Say Goodbye” (2006)
- „Memento Vivere” (2012)
- „Thirty One & Sevens” (2014)
- „Bright Enough” (2014)